# Catocala nebulosa
Catocala nebulosa ist ein in Nordamerika vorkommender Schmetterling (Nachtfalter) aus der Familie der Eulenfalter (Noctuidae).

## Merkmale

### Falter
Die Falter erreichen eine Flügelspannweite von 75 bis 86 Millimetern. Die Grundfarbe der Vorderflügeloberseite zeigt verschiedene Brauntönungen. Arttypisch ist die schwarzbraune Basalregion. Makel sind undeutlich. Auffällig ist hingegen die schwarze äußere Querlinie, die ein sehr ausgeprägtes W-Zeichen zeigt. Die Hinterflügeloberseite variiert von gelb bis zu gelborange und zeigt ein breites schwarzes Saumband sowie ein ebenfalls schwarzes, gewelltes Mittelband. Die Fransen sind gelblich.

### Ähnliche Arten
Aufgrund der markanten Vorderflügelzeichnung der Falter ist die Art unverwechselbar.

## Verbreitung und Lebensraum
Catocala nebulosa kommt in den östlichen und einigen zentralen Regionen Nordamerikas verbreitet bis lokal vor. Die Art besiedelt in erster Linie Laubwälder. 

## Lebensweise
Die nachtaktiven, univoltinen Falter sind zwischen Juni und Oktober, schwerpunktmäßig im August anzutreffen. Sie besuchen künstliche Lichtquellen und Köder. Tagsüber ruhen sie gerne mit über dem Hinterleib zusammengeklappten Flügeln an Baumstämmen. Die Eier werden unter die Borke der Nahrungsbäume abgelegt, wo sie überwintern. Die Raupen schlüpfen im Frühjahr und ernähren sich von den Blättern der Bitternuss (Carya cordiformis) oder der Schwarznuss (Juglans nigra).